# Коктал (Балхаський район)
Кокта́л (каз. Көктал) — село у складі Балхаського району Алматинської області Казахстану. Адміністративний центр Коктальського сільського округу.
У радянські часи село називалось «Бозінген», а за 8 км на північний захід (45°27′35″ пн. ш. 75°12′21″ сх. д. / 45.45972° пн. ш. 75.20583° сх. д.) існувало інше село «Коктал».
Населення — 1010 осіб (2021; 1247 у 2009, 1165 у 1999, 1042 у 1989).